# 卡本 (印第安納州)
卡本（英語：Carbon）是一個位於美國印第安納州克萊縣的城鎮。

## 地理
卡本的座標為39°35′56″N 87°06′27″W / 39.59889°N 87.10750°W，而該地的平均海拔高度為210米（即689英尺）。

## 人口
根據2010年美國人口普查的數據，卡本的面積為0.41平方千米，當中陸地面積為0.41平方千米，而水域面積為0.00平方千米。當地共有人口397人，而人口密度為每平方千米968人。